# Coelotes progressoridentes
Coelotes progressoridentes är en spindelart som beskrevs av S. V. Ovtchinnikov 200. Coelotes progressoridentes ingår i släktet Coelotes och familjen mörkerspindlar. Inga underarter finns listade i Catalogue of Life.